# Andrews (Florida)
Andrews es un lugar designado por el censo ubicado en el condado de Levy en el estado estadounidense de Florida. En el Censo de 2010 tenía una población de 798 habitantes y una densidad poblacional de 53,88 personas por km².

## Geografía
Andrews se encuentra ubicado en las coordenadas 29°32′53″N 82°53′17″O / 29.54806, -82.88806. Según la Oficina del Censo de los Estados Unidos, Andrews tiene una superficie total de 14.81 km², de la cual 14.81 km² corresponden a tierra firme y (0%) 0 km² es agua.

## Demografía
Según el censo de 2010, había 798 personas residiendo en Andrews. La densidad de población era de 53,88 hab./km². De los 798 habitantes, Andrews estaba compuesto por el 94.36% blancos, el 0.88% eran afroamericanos, el 0.38% eran amerindios, el 0.5% eran asiáticos, el 0.13% eran isleños del Pacífico, el 1.75% eran de otras razas y el 2.01% pertenecían a dos o más razas. Del total de la población el 6.02% eran hispanos o latinos de cualquier raza.